# Luigi d'Évreux
Luigi di Francia o Luigi d'Évreux (3 maggio 1276 – Longpont-sur-Orge, 19 maggio 1319) membro della dinastia Capetingia, fu conte d'Évreux, d'Étampes e di Beaumont-le-Roger. Era figlio del re di Francia Filippo III l'Ardito e Maria di Brabante, quindi fratellastro consanguineo di Filippo IV di Francia e Carlo di Valois.
Principe che credeva nella pace e nella laicità dello Stato, sostenne suo fratello Filippo nel suo attrito con papa Bonifacio VIII. Partecipò tuttavia alle campagne nelle Fiandre nel 1297, nel 1304 e nel 1307.

## Matrimonio e discendenza
Sposò nel 1301 Margherita d'Artois, figlia di Filippo d'Artois e di Bianca di Bretagna, dalla quale ebbe:
- Maria (1303-1335), che sposò nel 1311 Giovanni III di Brabante;
- Carlo (1303-1336), conte d'Étampes;
- Filippo (1306-1343), conte d'Évreux, re di Navarra (Filippo III) per il suo matrimonio con la regina Giovanna II;
- Margherita (1307-1350), che sposò nel 1325 Guglielmo XII d'Alvernia;
- Giovanna (1310-1371), regina di Francia in quanto moglie di re Carlo IV.

## Ascendenza
|                        |                       |                                    | Genitori                  |  |  | Nonni |  |  | Bisnonni              |  |  | Trisnonni             |  |
|                        |                       |                                    |                           |  |  |       |  |  | Luigi VIII di Francia |  |  | Filippo II di Francia |  |
|                        |                       |                                    |                           |  |  |       |  |  | Luigi VIII di Francia |  |  | Filippo II di Francia |  |
|                        |                       | Isabella di Hainaut                |                           |  |  |       |  |  | Luigi VIII di Francia |  |  |                       |  |
| Luigi IX di Francia    |                       |                                    |                           |  |  |       |  |  | Luigi VIII di Francia |  |  |                       |  |
|                        |                       | Bianca di Castiglia                | Alfonso VIII di Castiglia |  |  |       |  |  |                       |  |  |                       |  |
|                        |                       | Bianca di Castiglia                | Alfonso VIII di Castiglia |  |  |       |  |  |                       |  |  |                       |  |
|                        |                       | Bianca di Castiglia                | Eleonora d'Inghilterra    |  |  |       |  |  |                       |  |  |                       |  |
| Filippo III di Francia |                       | Bianca di Castiglia                |                           |  |  |       |  |  |                       |  |  |                       |  |
|                        |                       | Raimondo Berengario IV di Provenza | Alfonso II di Provenza    |  |  |       |  |  |                       |  |  |                       |  |
|                        |                       | Raimondo Berengario IV di Provenza | Alfonso II di Provenza    |  |  |       |  |  |                       |  |  |                       |  |
|                        |                       | Raimondo Berengario IV di Provenza | Garsenda di Provenza      |  |  |       |  |  |                       |  |  |                       |  |
| Margherita di Provenza |                       | Raimondo Berengario IV di Provenza |                           |  |  |       |  |  |                       |  |  |                       |  |
|                        |                       | Beatrice di Savoia                 | Tommaso I di Savoia       |  |  |       |  |  |                       |  |  |                       |  |
|                        |                       | Beatrice di Savoia                 | Tommaso I di Savoia       |  |  |       |  |  |                       |  |  |                       |  |
|                        |                       | Beatrice di Savoia                 | Margherita di Ginevra     |  |  |       |  |  |                       |  |  |                       |  |
| Luigi d'Évreux         |                       | Beatrice di Savoia                 |                           |  |  |       |  |  |                       |  |  |                       |  |
|                        | Enrico II di Brabante | Enrico I di Brabante               |                           |  |  |       |  |  |                       |  |  |                       |  |
|                        | Enrico II di Brabante | Enrico I di Brabante               |                           |  |  |       |  |  |                       |  |  |                       |  |
|                        | Enrico II di Brabante | Matilde di Boulogne                |                           |  |  |       |  |  |                       |  |  |                       |  |
| Enrico III di Brabante | Enrico II di Brabante |                                    |                           |  |  |       |  |  |                       |  |  |                       |  |
|                        |                       | Maria di Svevia                    | Filippo di Svevia         |  |  |       |  |  |                       |  |  |                       |  |
|                        |                       | Maria di Svevia                    | Filippo di Svevia         |  |  |       |  |  |                       |  |  |                       |  |
|                        |                       | Maria di Svevia                    | Irene Angela              |  |  |       |  |  |                       |  |  |                       |  |
| Maria di Brabante      |                       | Maria di Svevia                    |                           |  |  |       |  |  |                       |  |  |                       |  |
|                        |                       | Ugo IV di Borgogna                 | Oddone III di Borgogna    |  |  |       |  |  |                       |  |  |                       |  |
|                        |                       | Ugo IV di Borgogna                 | Oddone III di Borgogna    |  |  |       |  |  |                       |  |  |                       |  |
|                        |                       | Ugo IV di Borgogna                 | Alice di Vergy            |  |  |       |  |  |                       |  |  |                       |  |
| Alice di Borgogna      |                       | Ugo IV di Borgogna                 |                           |  |  |       |  |  |                       |  |  |                       |  |
|                        |                       | Yolanda di Dreux                   | Roberto III di Dreux      |  |  |       |  |  |                       |  |  |                       |  |
|                        |                       | Yolanda di Dreux                   | Roberto III di Dreux      |  |  |       |  |  |                       |  |  |                       |  |
|                        |                       | Yolanda di Dreux                   | Eleonora di Saint-Valéry  |  |  |       |  |  |                       |  |  |                       |  |
|                        |                       | Yolanda di Dreux                   |                           |  |  |       |  |  |                       |  |  |                       |  |